# Parhippopsicon albosuturale
Parhippopsicon albosuturale är en skalbaggsart som beskrevs av Stefan von Breuning 1971. Parhippopsicon albosuturale ingår i släktet Parhippopsicon och familjen långhorningar. Inga underarter finns listade i Catalogue of Life.